# Krpeľany
Krpeľany jsou obec na Slovensku v okrese Martin v Žilinském kraji ležící na úpatí Malé Fatry. První písemná zmínka o obci pochází z roku 1430. Obec má 1 102 obyvatel a rozloha katastrálního území je 13,89 km². U obce se nachází vodní nádrž Krpeľany.